# Барсбител
Барсбител (њем. Barsbüttel) општина је у њемачкој савезној држави Шлезвиг-Холштајн. Једно је од 55 општинских средишта округа Штормарн. Према процјени из 2010. у општини је живјело 12.375 становника. Посједује регионалну шифру (AGS) 1062009, NUTS (DEF0F) и LOCODE (DE BSB) код.

## Географски и демографски подаци
Барсбител се налази у савезној држави Шлезвиг-Холштајн у округу Штормарн. Општина се налази на надморској висини од 31 метра. Површина општине износи 24,7 km². У самом мјесту је, према процјени из 2010. године, живјело 12.375 становника. Просјечна густина становништва износи 501 становника/km².

## Међународна сарадња
| Мјесто | Држава    | Врста сарадње | Од    |
| ------ | --------- | ------------- | ----- |
|        | Француска | партнерство   | 1987. |
| Кеила  | Естонија  | партнерство   | 1993. |
| Извор  |           |               |       |